# Westerburg
Westerburg és una ciutat del nord-est de la Renània-Palatinat a Alemanya. És la seu administrativa d'una de les deu mancomunitats municipals que formen el districte de Westerwald.
A l'edat mitjana fou un comtat del Sacre Imperi Romanogermànic. Vegeu: Comtat de Westerburg